# Matti Breschel
Matti Breschel (ur. 31 sierpnia 1984 w Ballerup) – duński kolarz szosowy.
Największym jego sukcesem jest srebrny medal mistrzostw świata w Geelong i Melbourne (Australia) w 2010 i medal brązowy na mistrzostwach świata w Varese (2008) oraz zwycięstwo na ostatnim etapie w Vuelta a España 2008. 

## Najważniejsze osiągnięcia
2002
- 1. miejsce w mistrzostwach Danii do lat 19 (start wspólny)

2004
- 1. miejsce na 2. etapie Ringerike GP

2005
- 2. miejsce w Tour of Qatar

2006
- 3. miejsce w Driedaagse van West-Vlaanderen
- 3. miejsce w Le Samyn
- 6. miejsce w Tour of Qatar

2007
- 3. miejsce w Post Danmark Rundt
  - 1. miejsce na 3. etapie
- 1. miejsce na 2. etapie Tour of Ireland

2008
- 1. miejsce w Philadelphia International Championship
- 1. miejsce na 2. etapie Ster Electrotoer
- 1. miejsce na 2. i 3. etapie Post Danmark Rundt
- 1. miejsce na 21. etapie Vuelta a Espana
- 3. miejsce w mistrzostwach świata (wyścig ze startu wspólnego)

2009
- 1. miejsce w mistrzostwach Danii (start wspólny)
- 1. miejsce na 2. etapie Volta a Catalunya
- 1. miejsce na 4. etapie Tour de Luxembourg
- 1. miejsce na 1. etapie Post Danmark Rundt
- 1. miejsce na 4. etapie Tour de Suisse
- 2. miejsce w Vattenfall Cyclassics

2010
- 1. miejsce w Dwars door Vlaanderen
- 1. miejsce na 3. etapie Post Danmark Rundt
- 2. miejsce w mistrzostwach świata (wyścig ze startu wspólnego)

2012
- 1. miejsce na 3. etapie Vuelta a Burgos
- 3. miejsce w Gandawa-Wevelgem

2013
- 3. miejsce w Post Danmark Rundt
  - 1. miejsce na 2. i 3. etapie
- 9. miejsce w Vattenfall Cyclassics
- 8. miejsce w Grand Prix Cycliste de Québec

2014
- 1. miejsce w Tour de Luxembourg
  - 1. miejsce na 2. i 3. etapie

2015
- 1. miejsce na 3. i 4. etapie Post Danmark Rundt
- 6. miejsce w E3 Harelbeke
- 7. miejsce w Vattenfall Cyclassics

2018
- 3. miejsce w Japan Cup